# 瑟恰夫卡
46°38′23″N 31°6′6″E / 46.63972°N 31.10167°E

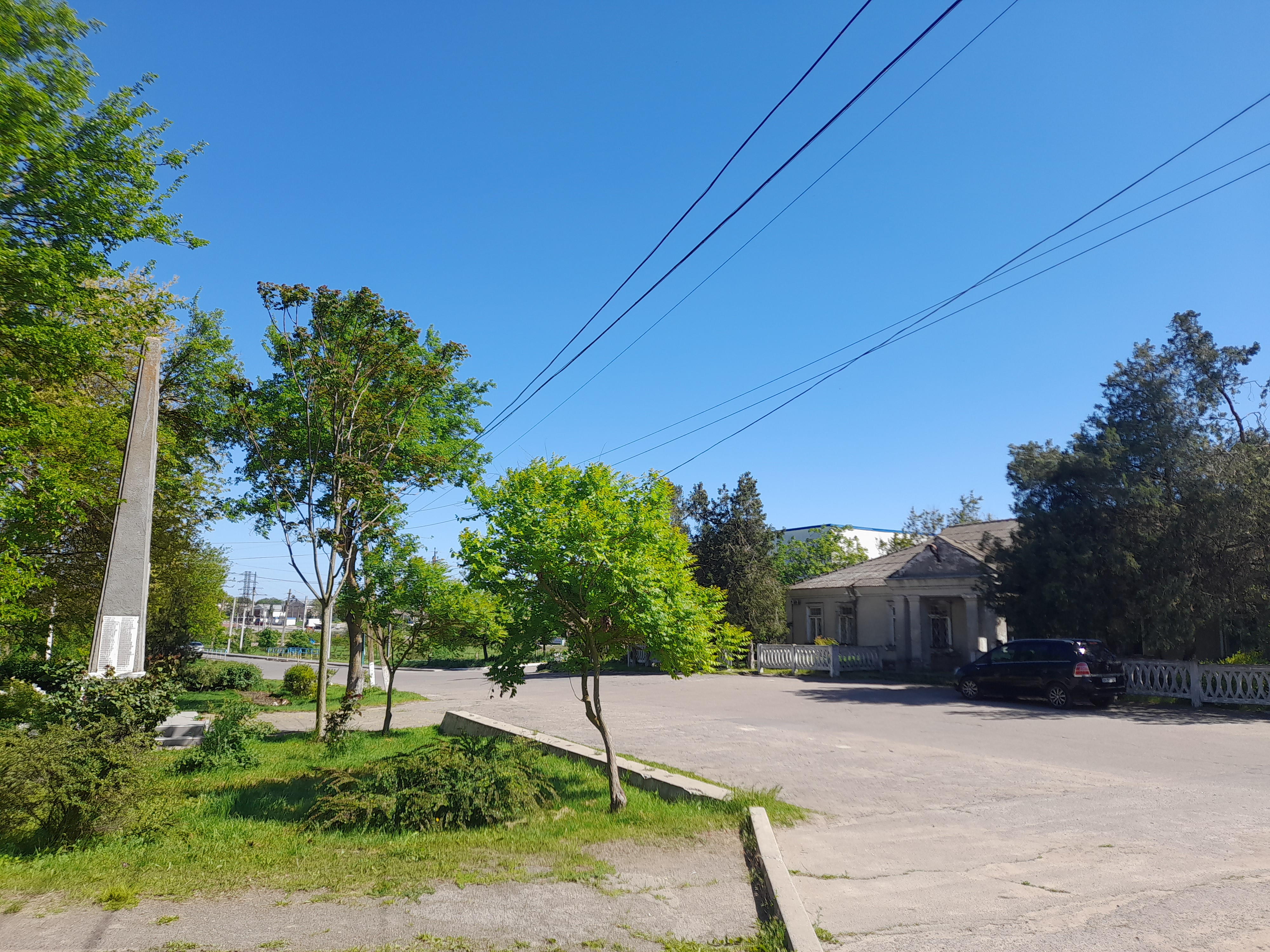

瑟恰夫卡（烏克蘭語：Сичавка）是位於烏克蘭西南部的村莊，由敖德萨州敖德萨区的尤日內市鎮負責管轄。該村始建於1801年，面積3.25平方公里，海拔高度11米，2001年人口1,722，人口密度每平方公里529.85人。